# الانتخابات البلدية في الحجاز 1926
الانتخابات البلدية في الحجاز 1926 هي انتخابات جرت في مدينة مكة و باقي عموم مدن الحجاز في عام 1926 في عهد الملك عبد العزيز آل سعود في فترة مملكة الحجاز ونجد وملحقاتها و جرت الانتخابات بناء على نظام الانتخابات البلدية (قانون) الصادر عام 1925 و بناء على التعليمات الأساسية للمملكة الحجازية (الدستور آنذاك) اللذي صدر في 1926 .